# Liste der denkmalgeschützten Objekte in Zellberg
Die Liste der denkmalgeschützten Objekte in Zellberg enthält die denkmalgeschützten, unbeweglichen Objekte der Gemeinde Zellberg.

## Denkmäler
| Foto |                 | Denkmal                                                        | Standort                                           | Beschreibung | Metadaten |
| ---- | --------------- | -------------------------------------------------------------- | -------------------------------------------------- | --- | --- |
| ja   | Datei hochladen | Kapelle Herz Jesu HERIS-ID: 56072 Objekt-ID: 65046 TKK: 18436  | bei Zellberg 162 Standort KG: Zellberg             | Die Herz-Jesu-Kapelle mit neugotischem Giebeltürmchen wurde 1891 errichtet und weist eine Ausstattung aus der Bauzeit auf. | BDA-Hist.: Q38069824 Status: § 2a Stand der BDA-Liste: 2025-06-30 Name: Kapelle Herz Jesu GstNr.: .229 Kapelle Herz Jesu (Zellberg) |
| ja   | Datei hochladen | Gemeindeamt HERIS-ID: 90210 Objekt-ID: 104892 TKK: 116479      | Zellbergeben 31 Standort KG: Zellberg              | Das Gemeindeamt ist ein mächtiger dreigeschoßiger Mauerbau aus dem 19. Jahrhundert mit flachem Satteldach, regelmäßiger Achsengliederung und Mittelflurgrundriss. An der Mittelachse der Giebelseite befindet sich ein korbbogig geschlossenes Portal, innen ein originales Treppenhaus. | BDA-Hist.: Q37745700 Status: § 2a Stand der BDA-Liste: 2025-06-30 Name: Gemeindeamt GstNr.: 62/2                                    |
| ja   | Datei hochladen | Kapelle hl. Josef HERIS-ID: 90211 Objekt-ID: 104893 TKK: 18437 | nordwestlich Zellbergeben 27 Standort KG: Zellberg | Die Kapelle an der 1904 errichteten Erzherzog-Eugen-Waldpromenade wurde 1908 anlässlich des 60-jährigen Regierungsjubiläums Kaiser Franz Josefs vom Verschönerungsverein Zellbergeben erbaut. Ursprünglich Kaiserjubiläumskapelle oder Eugenkapelle, wird sie seit 1938 als Josefskapelle bezeichnet. 1987 wurde sie nach einem Schwelbrand renoviert. Der einjochige Mauerbau mit dreiseitigem Chorschluss und Dachreiter am schindelgedeckten Satteldach ist giebelseitig von Südosten über ein spitzbogig geschlossenes Portal mit Türblatt in Reliefschnitzerei erschlossen. Die rahmende Putzgliederung der Fassaden an Mauerkanten, Wandöffnungen und in der Hohlkehle unter dem Dachansatz ist farblich akzentuiert. Das Innere weist ein flaches Tonnengewölbe auf, der Altarraum ist durch ein Schmiedeeisengitter vom Betraum getrennt. | BDA-Hist.: Q37745734 Status: § 2a Stand der BDA-Liste: 2025-06-30 Name: Kapelle hl. Josef GstNr.: .574 St-Josef-Kapelle (Zellberg)  |
| BW   | Datei hochladen | Lengauerkapelle HERIS-ID: 90257 Objekt-ID: 104940 TKK: 116478  | Standort KG: Zellberg                              | Die nischenartige, gemauerte Kapelle mit vorgezogenem Satteldach wurde in der zweiten Hälfte des 19. Jahrhunderts erbaut und 1914 renoviert. Sie ist innen tonnengewölbt. | BDA-Hist.: Q37745924 Status: § 2a Stand der BDA-Liste: 2025-06-30 Name: Lengauerkapelle GstNr.: .27                                 |